# Englische Kirche (Bad Homburg)

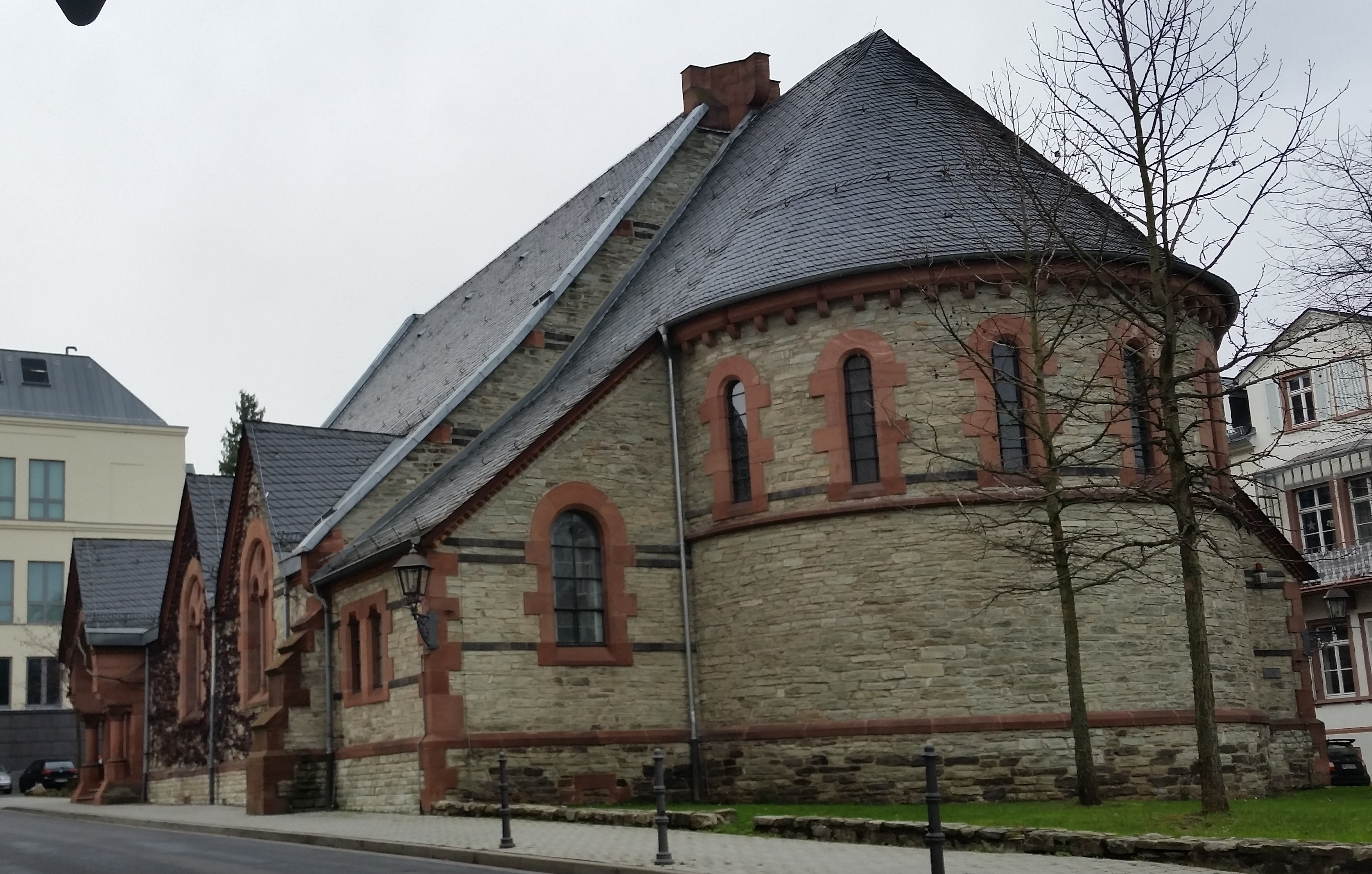
Apsis und Westseite der Englischen Kirche

Die Englische Kirche ist ein ehemaliges Kirchengebäude der Church of England in Bad Homburg, das heute als Kulturzentrum genutzt wird. Sie steht unter Denkmalschutz.

## Baugeschichte
Unter den Kurgästen im damaligen Homburg waren viele Engländer; im Jahr 1857 kamen 1.703 von 8.500 Gästen aus dem Königreich. Und insbesondere als es ab 1876 Brauch wurde, nach dem Ende der Parlamentssitzungen nach Homburg zur Kur zu fahren, stieg ihr Anteil. So wünschten sich die englischen Kurgäste bereits 1859 in Homburg eine eigene anglikanische Kirche.
Den Bauplatz am Ferdinandsplatz (bzw. Ferdinandstraße 16) stellte Landgraf Ferdinand aus dem Nachlass der verstorbenen englischen Landgräfin Elisabeth zur Verfügung. An der Finanzierung beteiligten sich die ortsansässigen Hoteliers und die Spielbankpächter Gebrüder Blanc. Die Baupläne stammen vom englischen Architekten Ewan Christian. Die Kirche wurde ab 1861 unter der Leitung des Homburger Baumeisters Christian Holler (1819–1903) erbaut. Fertigstellung war 1863 oder 1865. Auf der Grünfläche vor der Ostseite wurde 1908 das Denkmal Landgräfin Elizabeth aufgestellt.

## Architektur
Der Sakralbau ist eine zweigeschossige Hallenkirche mit halbrund geschlossenem Chor und einem abgeschleppten Satteldach, das mit Schiefer eingedeckt ist. Im Historischen Stadtmuseum im Gotischen Haus ist das Original eines damaligen Kirchenfensters zu sehen.
Das Gebäude erinnert architektonisch an englische Dorfkirchen. Ihr Stil wird als gotisch bzw. neugotisch, aber auch als normannisch, neuromanisch beschrieben.

## Kirchliche Nutzung
Die Einweihung der Kirche, die damals Christ-Church genannt wurde, fand am 2. September 1868 durch den Lord-Bischof von London statt. Die ersten Gottesdienste wurden aber bereits ab 1866 gefeiert. Sonntags gab es zwei Gottesdienste sowie Trauungen, Taufen und Beerdigungen für englische und amerikanische Kurgäste, die den anglikanischen Kirchen angehörten. Die letzte kirchliche Handlung war eine Trauung am 6. Juni 1914. Am 1. August 1914 begann der Erste Weltkrieg. Die Profanierung erfolgte noch 1914, nachdem das Grundstück von der Stadt beschlagnahmt worden war.

## Orgel
Die Orgel wurde 1866 vom Londoner Orgelbauer J.W. Walker gebaut. Sie wurde 1953, also nach dem Ende der kirchlichen Nutzung, von der Stadt Bad Homburg an die katholische Heilig-Kreuz Kirche in Gonzenheim zu deren Einweihung geschenkt. Sie ist nun die einzige erhaltene englische Orgel aus dem 19. Jahrhundert in Deutschland.

## Weltliche Nutzung
Der Umbau in einen Profanbau erfolgte 1914. Am 19. August 1916 eröffnete hier das Städtische historische Museum (Städtische Heimatmuseum), das aber schon 1925 in den Marstall des Homburger Schlosses umzog. Von 1925 bis 1946 stand das Gebäude leer. Ab 1946 wurde das Gebäude als städtischer Konzertsaal genutzt.
Nach der ersten Renovierung in 1964 fanden hier Theateraufführungen, Vorträge, Tagungen und Ausstellungen statt. Von 1989 bis 1990 erfolgte der zweite Umbau nach einem Entwurf des Architekten Reinhold Kargel, Darmstadt. Dabei wurde ein neues Foyergebäude vor den westlichen Eingang der Kirche errichtet. Die Materialien des Neubaus wurden passend zum alten Gebäude gewählt. Ein überglaster Gang verbindet beide Bauwerke.
Seit der Wiedereröffnung am 14. September 1990 ist es ein Kulturzentrum, in dem z. B. Jazzkonzerte, klassische Konzerte, Kabarett, Kleinkunst, Vorträge und Ausstellungen dargeboten werden.

## Galerie

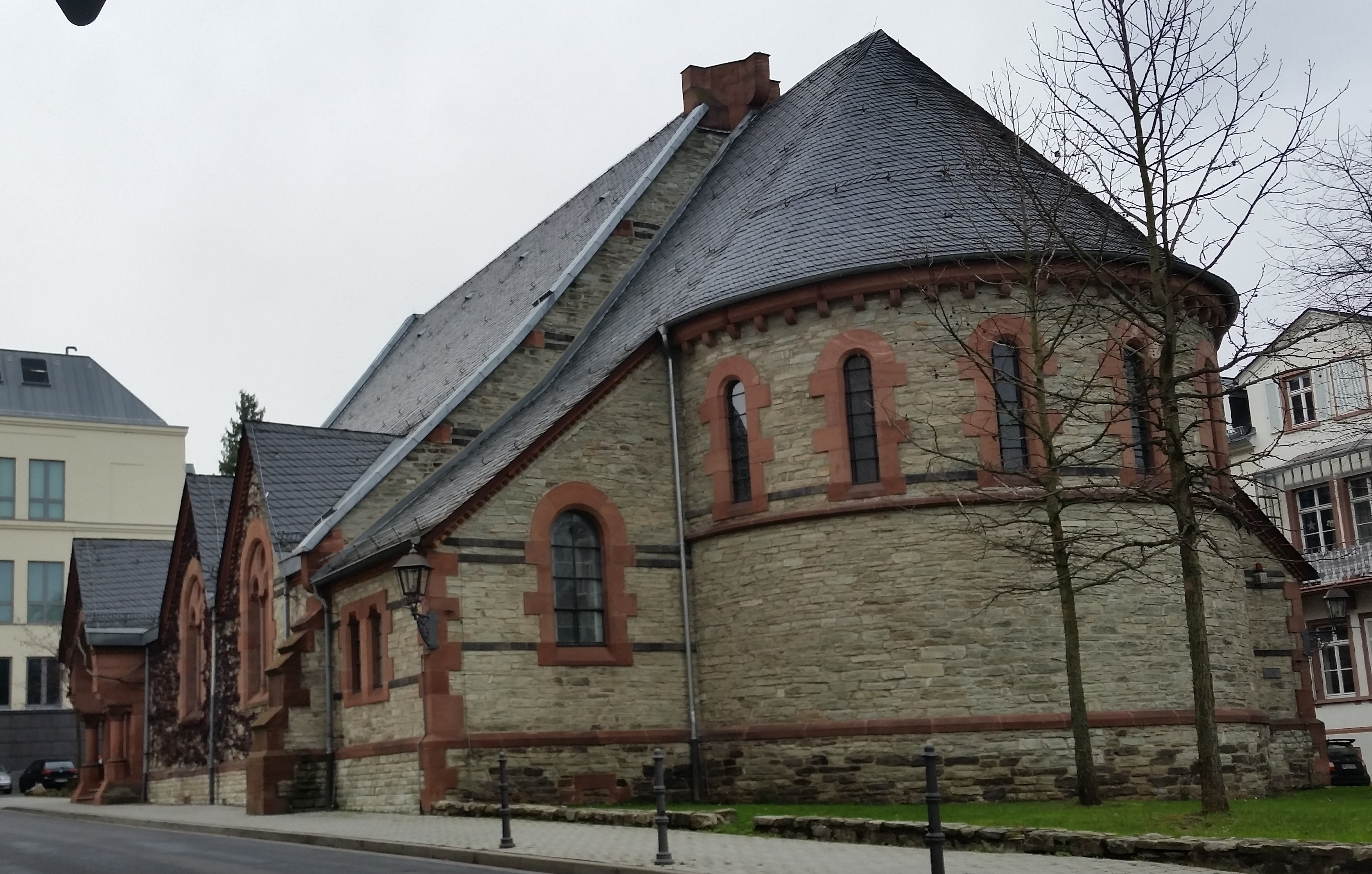
Blick von Südosten
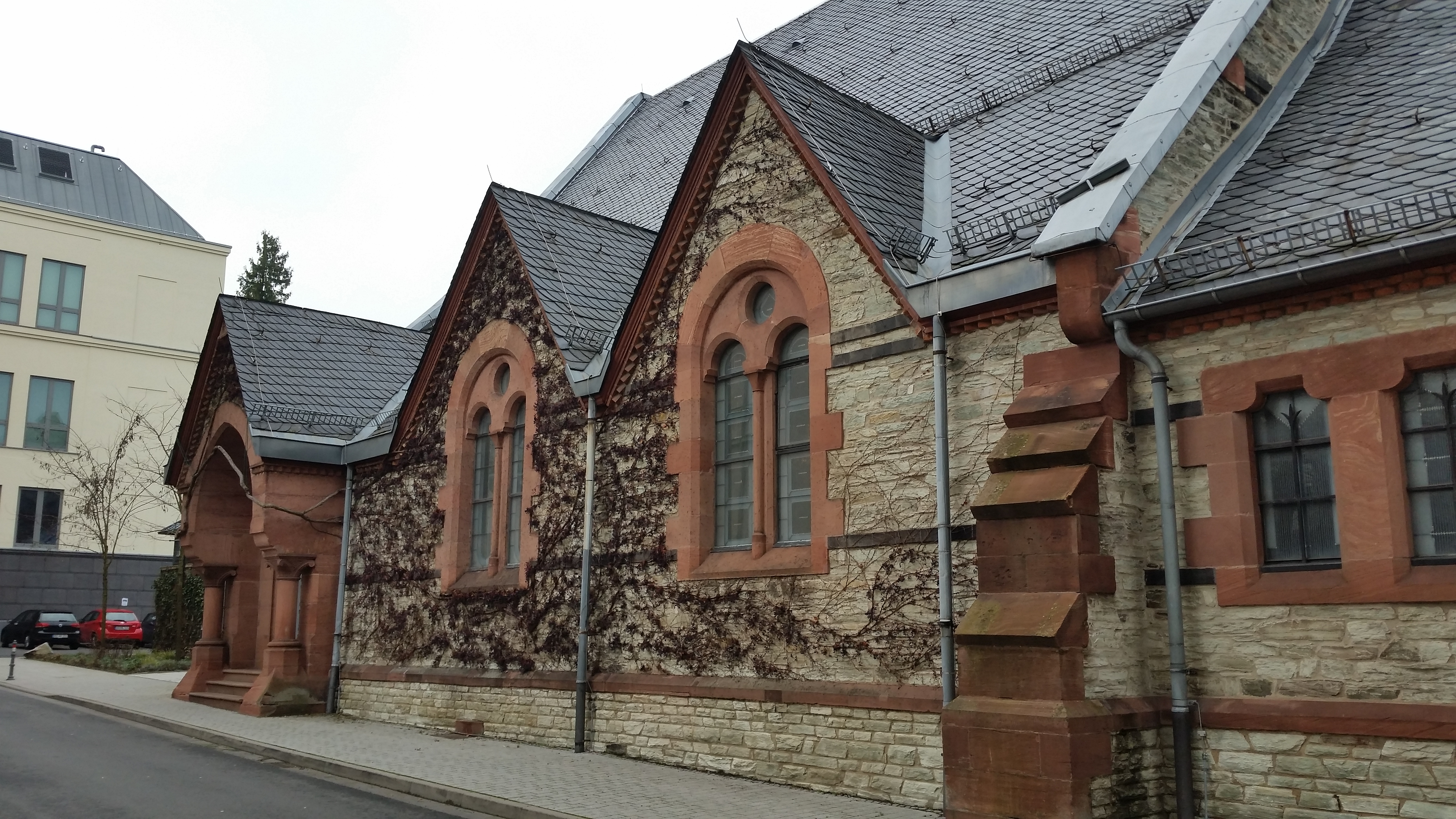
Blick zum alten Haupteingang
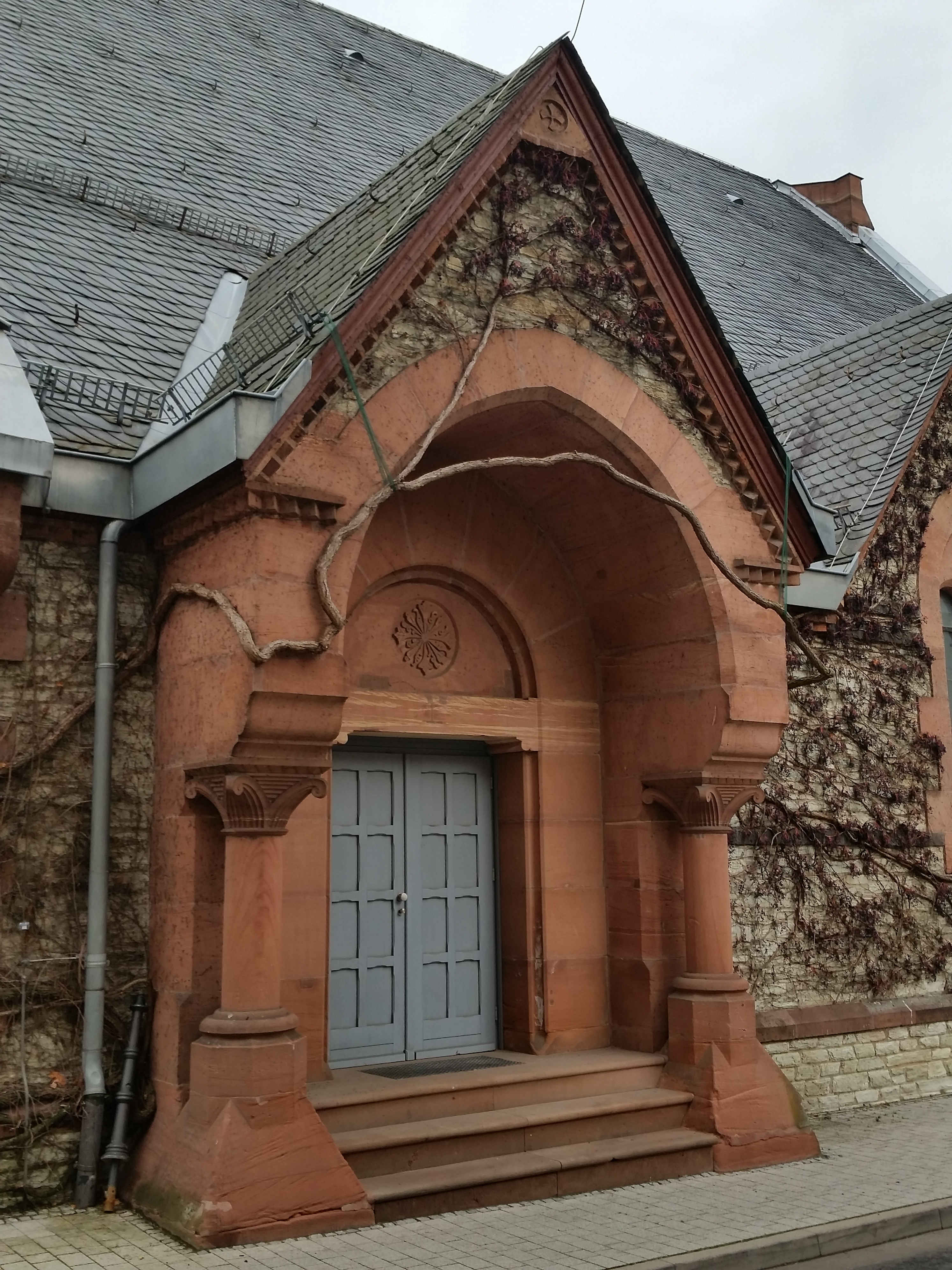
Der Haupteingang
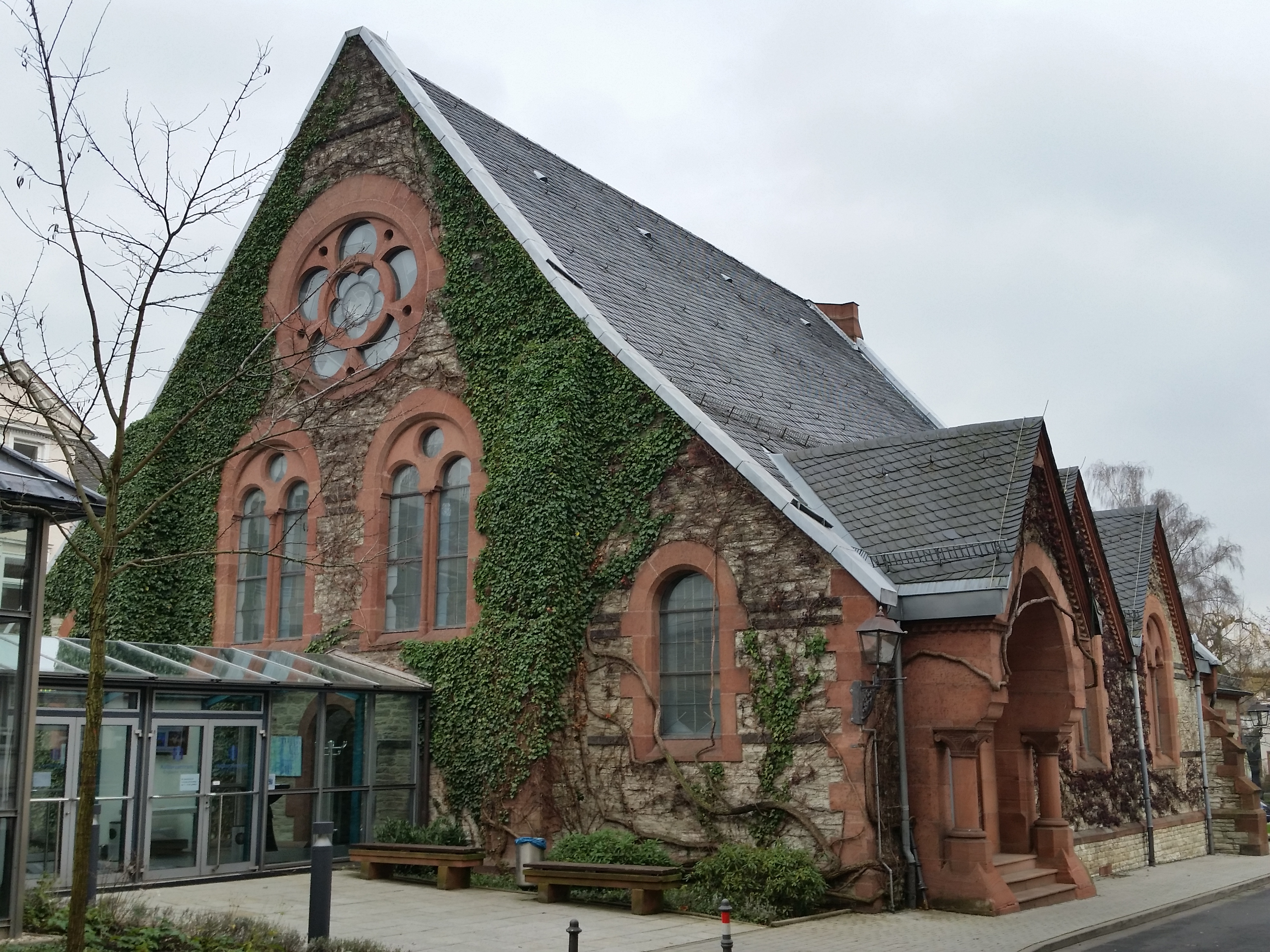
Der gläserne Verbindungsgang
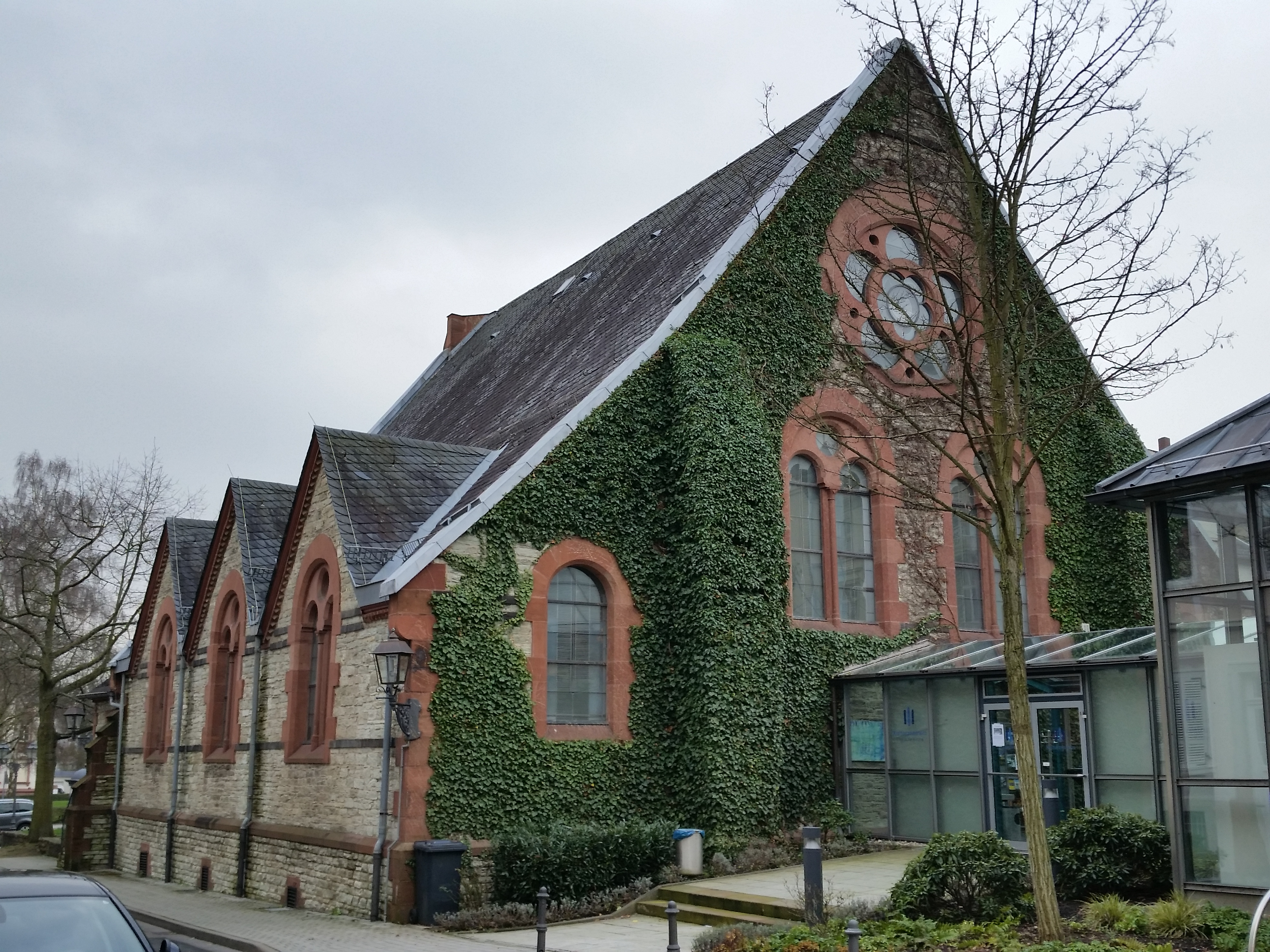
Blick von Norden
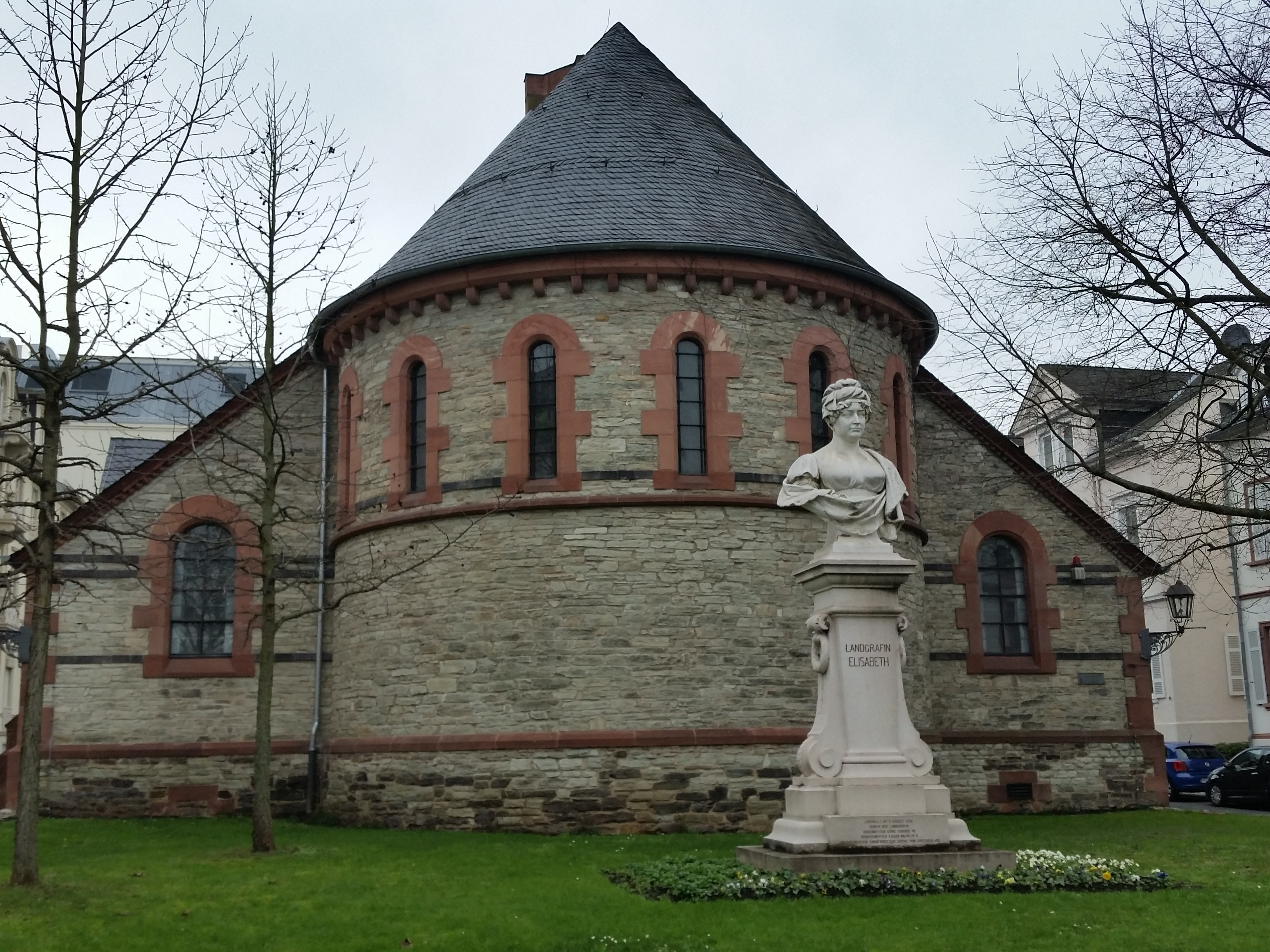
Apsis mit Denkmal der Landgräfin Elisabeth